# Toma Ernestin Csiha
Toma Csiha Ernestin (n. 28 iunie 1940) este un fost senator român în legislatura 1990-1992, ales în județul Maramureș pe listele partidului UDMR. În cadrul activității sale parlamentare, Toma Ernestin Csiha a fost membru în grupurile parlamentare de prietenie cu Republica Libaneză, Republica Italiană și Japonia. 